# Fußball-Bezirksklasse Leipzig 1934/35
Die Fußball-Bezirksklasse Leipzig 1934/35 war die zweite Spielzeit der Fußball-Bezirksklasse Leipzig im Sportgau Sachsen. Sie diente als eine von vier zweitklassigen Bezirksklassen als Unterbau der Gauliga Sachsen. Die Meister dieser vier Spielklassen qualifizierten sich für eine Aufstiegsrunde, in der zwei Aufsteiger zur Gauliga Sachsen ausgespielt wurden.
Die Bezirksliga Leipzig wurde in dieser Spielzeit in einer Gruppe mit elf teilnehmenden Mannschaften im Rundenturnier mit Hin-und-Rückspiel ausgetragen. Als Bezirksmeister setzte sich dabei die SpVgg 1899 Leipzig-Lindenau mit vier Punkten Vorsprung vor dem Aufsteiger TuRa Leipzig und dem Leipziger SV 1899 durch und qualifizierte sich dadurch für die Aufstiegsrunde zur Gauliga Sachsen 1935/36. In dieser scheiterten die Leipziger jedoch und verpassten als Tabellenletzter den Aufstieg in die Erstklassigkeit. Die Sportfreunde Markranstädt und der Aufsteiger Sportvereinigung Leipzig stiegen nach dieser Spielzeit in die 1. Kreisklasse ab.

## Abschlusstabelle
| Pl. | Verein                       | Sp. | Tore  | Quote | Punkte |
| --- | ---------------------------- | --- | ----- | ----- | ------ |
| 1.  | SpVgg 1899 Leipzig-Lindenau  | 20  | 65:40 | 1,63  | 30:10  |
| 2.  | TuRa Leipzig (N)             | 20  | 57:36 | 1,58  | 26:14  |
| 3.  | Leipziger SV 1899            | 20  | 50:36 | 1,39  | 26:14  |
| 4.  | FC Eintracht Leipzig         | 20  | 60:33 | 1,82  | 25:15  |
| 5.  | VfL Olympia 96 Leipzig       | 20  | 48:45 | 1,07  | 21:19  |
| 6.  | FC Sportfreunde Leipzig      | 20  | 51:51 | 1,00  | 19:21  |
| 7.  | SV Pfeil Leipzig             | 20  | 29:49 | 0,59  | 18:22  |
| 8.  | VfB Zwenkau 02               | 20  | 41:57 | 0,72  | 16:24  |
| 9.  | TuB Leipzig                  | 20  | 33:54 | 0,61  | 16:24  |
| 10. | Sportfreunde Markranstädt    | 20  | 46:52 | 0,88  | 12:28  |
| 11. | Sportvereinigung Leipzig (N) | 20  | 47:74 | 0,64  | 11:29  |

| (N) | Aufsteiger aus der 1. Kreisklasse |